# Paraiulus pueblanus
Paraiulus pueblanus är en mångfotingart som beskrevs av Chamberlin 1943. Paraiulus pueblanus ingår i släktet Paraiulus och familjen Parajulidae. Inga underarter finns listade i Catalogue of Life.